# Kowaliwka (obwód odeski)
Kowaliwka – wieś na Ukrainie, w obwodzie odeskim, w rejonie bielajewskim. W 2001 roku liczyła 222 mieszkańców.